# 侯贇
侯贇（918年—991年），并州太原县（今山西省太原市）人，五代後周至北宋时期将领、政治人物。
後漢遼州刺史侯義的儿子。以父蔭补任殿前承旨。後周显德年間，担任供奉官，出使南唐，领三門集津发運使。朝廷依靠关中的穀物供給軍事国用，侯贇在任三十年，没有迟滞。
宋朝建国，他担任諸衛将軍。累進右武衛将軍。開宝年間，历任知建安軍、揚州知州、徐州知州，以善政知名。開宝九年（976年），宋太宗即位，转福州知州、右衛将軍。太平興国二年（977年），吴越国王钱弘俶降宋，侯贇被派遣到两浙諸州监督当地軍隊，進升为右衛大将軍。太平興国七年（982年），担任灵州知州，转左衛大将軍。
淳化二年（991年），在官任上去世。享年七十四岁。追贈本衛上将軍。